# Rendszeres pedagógiai és képző foglalkozások jogi szabályozása Magyarországon
A foglalkozás oktatási, képzési időben terv szerint végzett tevékenység.  A rendszeres pedagógiai és képző foglalkozások jogi szabályozását a hatályos, közoktatásról szóló 1993. évi LXXIX. törvény foglalja magába.
A foglalkozás a tétlenség ellentéte. A gyermek mindig foglalkozik valamivel; a nevelés ezt az ösztönt tartozik céltudatosan kielégíteni és felhasználni, mindig a növendék egyéniségéhez alkalmazkodva.

## Az oktatás és képzés területén

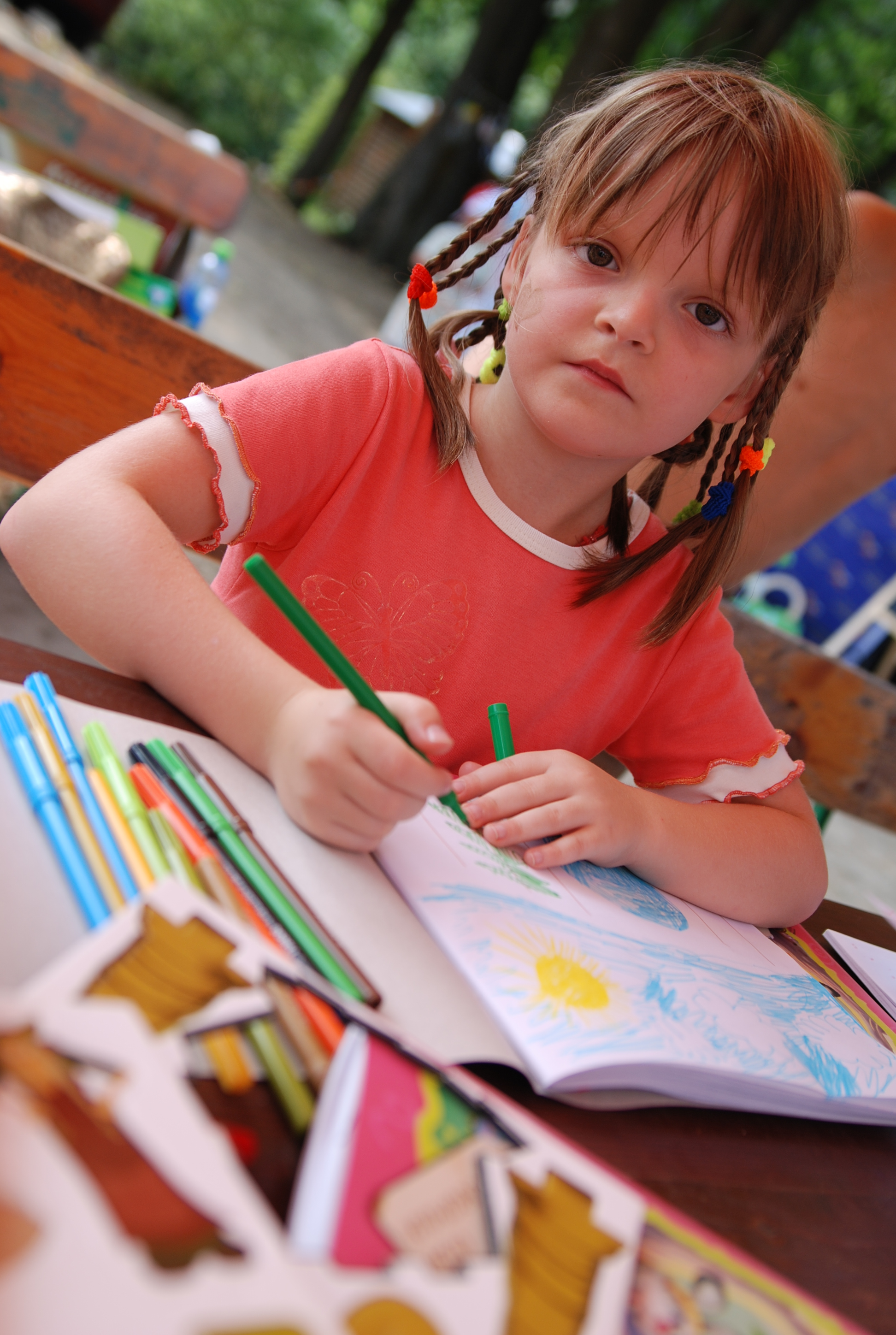

A pedagógus kötelező óráját az óvodában a gyermekekkel való közvetlen, a teljes óvodai életet magában foglaló foglalkozásra (óvodai foglalkozások), az iskolában és a kollégiumban a tanulókkal való közvetlen foglalkozásra (kötelező és nem kötelező tanórai, tanórán kívüli foglalkozás, egyéni foglalkozás), kollégiumi foglalkozásra, napközis és tanulószobai foglalkozásra kell fordítani. A gyakorlati oktatásvezető és a gyakorlati oktatásvezető-helyettes a kötelező órája keretében ellátja a tanulók gyakorlati és elméleti képzését. A tanulókkal való közvetlen foglalkozás körébe tartozik az osztály közösségi programjainak és a tanulókkal való egyéni törődés feladatainak megtartása, azoknak a szakköröknek, érdeklődési köröknek, önképző köröknek, tanulmányi, szakmai és kulturális versenyeknek, házi bajnokságoknak, iskolák közötti versenyeknek, továbbá más tanórán kívüli foglalkozásoknak megtartása, amelyeket az iskolai nem kötelező tanórai foglalkozás időkeretének terhére szerveznek, kollégiumban a szabadidő eltöltését szolgáló és az egyéni törődést biztosító foglalkozások megtartása. A rendes munkaidőn belül a heti kötelező óraszám felett végzett többlettanításért a pedagógust óradíj illeti meg.

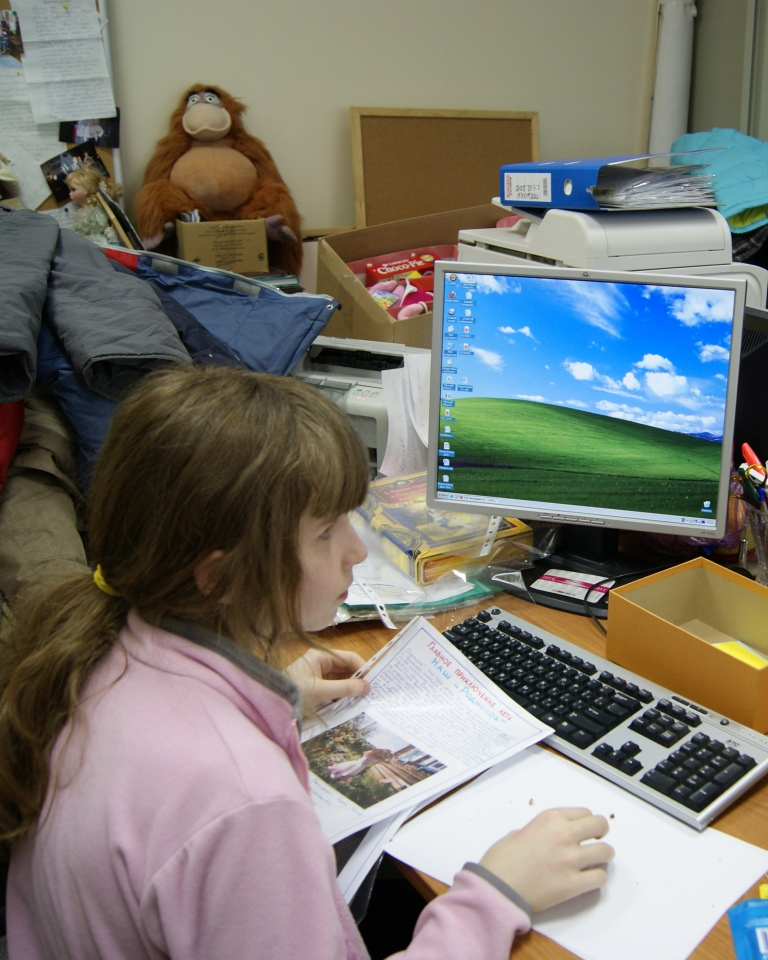

Ha a fenntartó egyetértésével a nevelési-oktatási intézmény vezetője nagyobb időkeretet nem állapít meg, óvodában az összes óvodai foglalkozás, kollégiumban az összes felkészítő kollégiumi foglalkozás, iskolában az összes tervezett kötelező tanórai foglalkozás öt százalékának megfelelő, egy nevelési évre, tanítási évre kiszámított időkeret áll rendelkezésre a nevelési-oktatási intézményben a következő feladatok ellátásához, e keret terhére:
- az osztályfőnöki, tanulócsoport-vezetői, szakmai munkaközösség vezetői (tanszakvezetői, tagozatvezetői, szakosztályvezetői) feladatot ellátó pedagógus heti kötelező órájának teljesítésébe e feladat ellátására heti egy órát be kell számítani,
- ha az iskolában, alapfokú művészetoktatási intézményben, kollégiumban nem kötelező a könyvtárostanár (tanító) alkalmazása kettőszáz tanulóig legalább heti öt órát (napi egy órát), kettőszáz tanuló felett heti tíz órát (napi kettő órát) a kötelező óra terhére biztosítani kell az iskolai, kollégiumi könyvtári feladatok ellátásához.

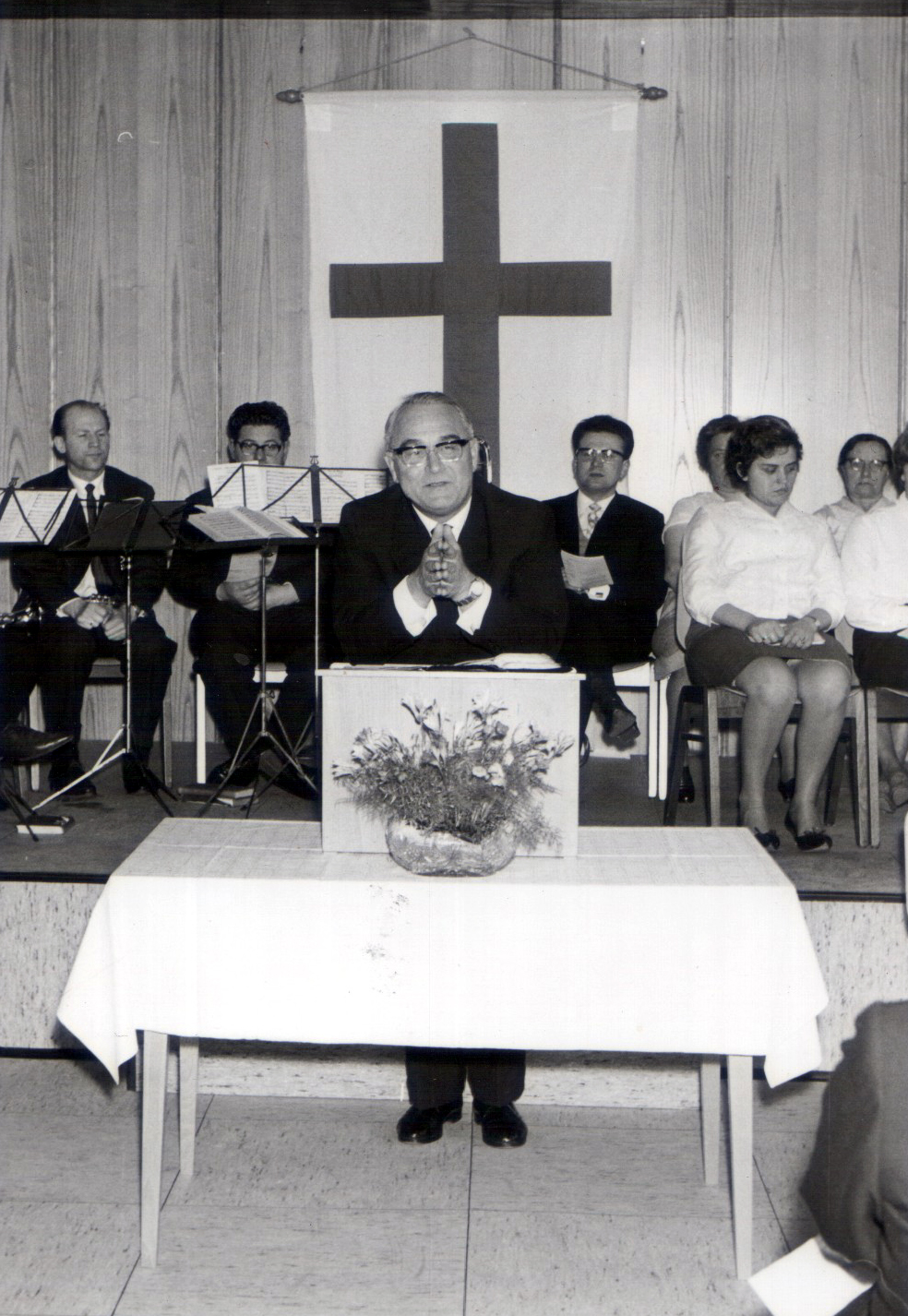

Az egyházi jogi személy a hit- és vallásoktatást óvodában a szülők, iskolákban és kollégiumban a tanulók és a szülők igénye szerint szervezheti. A hit- és vallásoktatás az óvodában az óvodai foglalkozásoktól elkülönítve, az óvodai életrendet figyelembe véve - a nyitvatartási időn belül, de nevelési időnek nem minősülő időkeretben -, az iskolában pedig oly módon szervezhető, hogy alkalmazkodjon a kötelező tanórai foglalkozások rendjéhez. A hit- és vallásoktatás tartalmának meghatározása, a hitoktató alkalmazása és ellenőrzése, a hit- és vallásoktatással összefüggő igazgatási cselekmények végzése, így különösen a hit- és vallásoktatásra való jelentkezés megszervezése, előmeneteli értesítések, bizonyítványok kiadása, a foglalkozások ellenőrzése az egyházi jogi személy feladata. Az iskola, a kollégium, illetve az óvoda - a nevelési-oktatási intézményben rendelkezésre álló eszközökből - köteles biztosítani a hit- és vallásoktatáshoz szükséges tárgyi feltételeket, így különösen a helyiségek rendeltetésszerű használatát, valamint a jelentkezéshez és működéshez szükséges feltételeket.
Az óvodai foglalkozásokat oly módon kell megszervezni, hogy az óvoda a szülők igényei szerint eleget tudjon tenni az óvodai neveléssel, a gyermek napközbeni ellátásával összefüggő feladatainak. Az e törvényben meghatározott óvodai feladatok ellátásához igénybe vehető heti időkeret ötven óra, melyet indokolt esetben meg kell növelni a gyermek napközbeni ellátásával összefüggő feladatokhoz szükséges idővel.
Az iskolában a tanítást - ha az 1993. évi LXXIX. törvény a közoktatásról hatályos verziója másképp nem rendelkezik - a nappali oktatás munkarendje (121. § (1) bekezdésének 26. alpontja) szerint, a nem kötelező tanórai foglalkozások, a tanórán kívüli foglalkozások, az osztálybontások, egyéni foglalkozások és az iskolai alapszolgáltatások biztosításával (121. § (1) bekezdésének 1. alpontja) kell megszervezni (nappali rendszerű iskolai oktatás).
Az iskola határozza meg, hogy a kötelező és a nem kötelező tanórai foglalkozások megszervezésére rendelkezésére álló időkeret hány százalékát használja fel osztálybontás alkalmazásával, s milyen tanórai foglalkozás megtartásához. A rendelkezésre álló időkeretet a kialakított tanulócsoportok részére tartott órák számának megfelelően csökkenteni kell.
Az alapfokú művészetoktatási intézményekben a tanítási időbeosztást - a tanév rendjére, a tanítás nélküli pihenőnapra és a tanítási szünetre vonatkozó rendelkezések figyelembevételével - az iskola állapítja meg.
Szakképzésben a szakmai gyakorlat megszervezésére a szakképzésre vonatkozó jogszabályokat kell alkalmazni.

### Kötelező tanórai foglalkozások

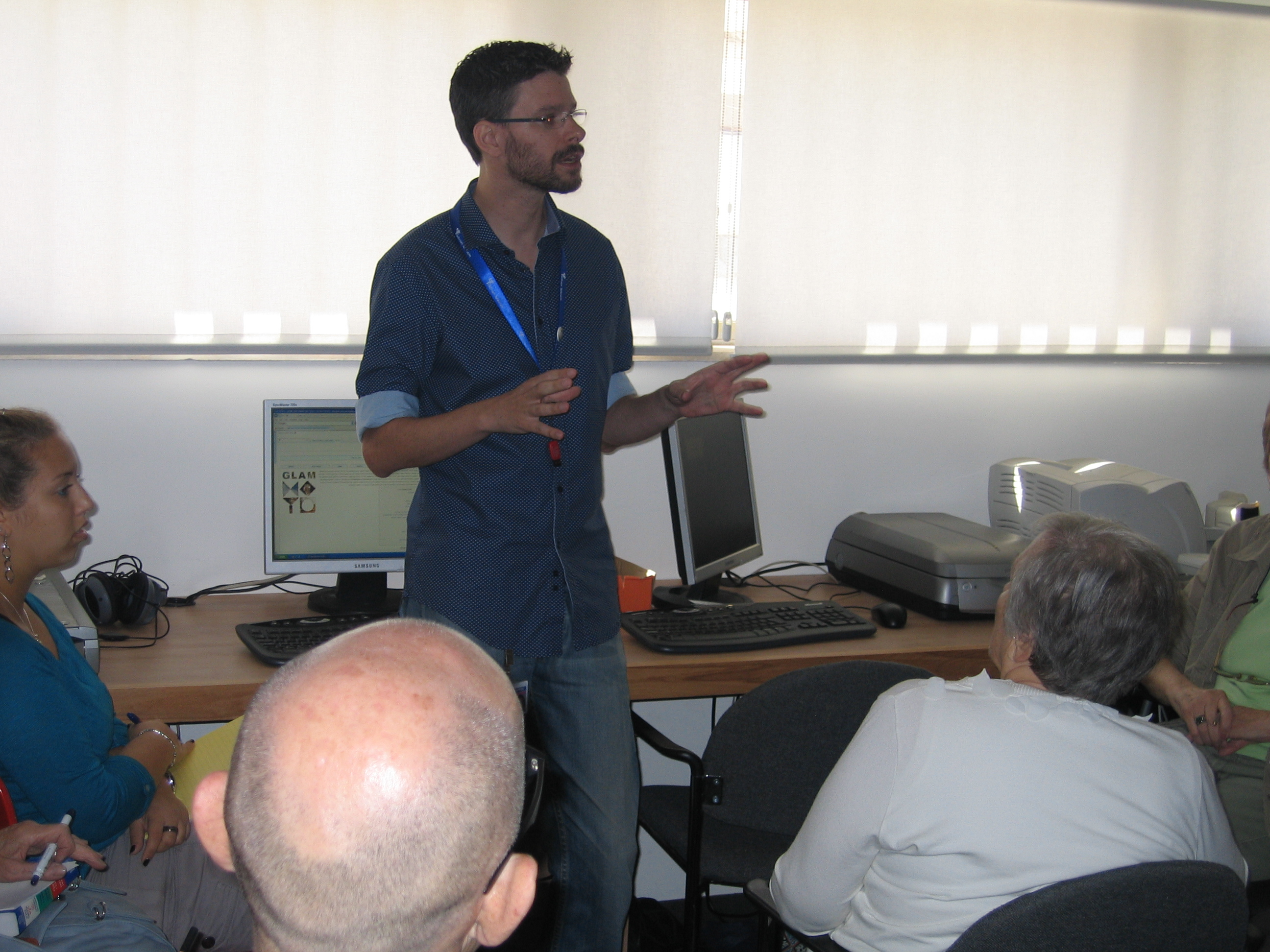

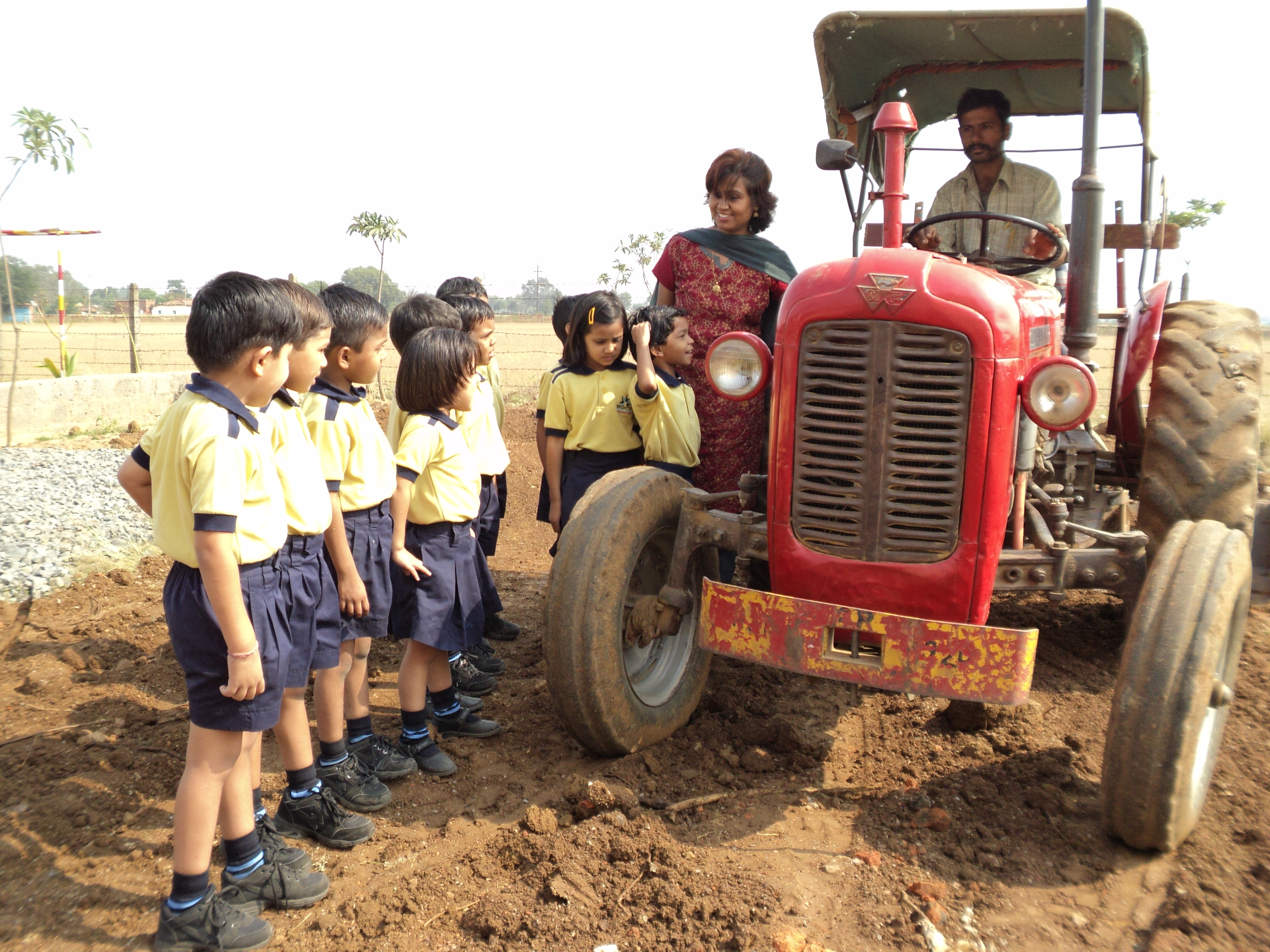

Nem lehet több
- az első-harmadik évfolyamon napi négy tanítási óránál;
- a negyedik-hatodik évfolyamon napi négy vagy öt (heti átlagban négy és fél) tanítási óránál;
- a hetedik-nyolcadik évfolyamon napi öt tanítási óránál;
- a kilencedik-tizedik évfolyamon napi öt vagy hat (heti átlagban öt és fél) tanítási óránál;
- középiskolában - az f)-g) pontban meghatározott kivétellel - a tizenegyedik évfolyamtól napi hat tanítási óránál;
- a szakképzésben az iskolai és iskolán kívüli gyakorlati képzés a szakképzési törvényben meghatározott időnél;
- szakképzési évfolyamon, a szakmai elméleti tanítási órák száma napi hét tanítási óránál, egy tanítási napon a szakmai elméleti és szakmai gyakorlati tanítási órák száma napi nyolc tanítási óránál; ha a szakiskola vagy a szakközépiskola művészeti szakmai vizsgára készít fel, párhuzamos oktatás esetén heti átlagban napi nyolc tanítási óránál. Ha a szakiskola vagy a szakközépiskola párhuzamos oktatás keretében készít fel a művészeti szakmai vizsgára, a tanítási év átlagában az általános műveltséget megalapozó pedagógiai szakasz követelményeinek átadására fordított tanítási órák száma nem lehet kevesebb az évfolyamra meghatározott tanórai foglalkozás ötven százalékánál. 
-A nemzeti, etnikai kisebbségi iskolai nevelésben, oktatásban ez tíz százalékkal megemelkedik. 

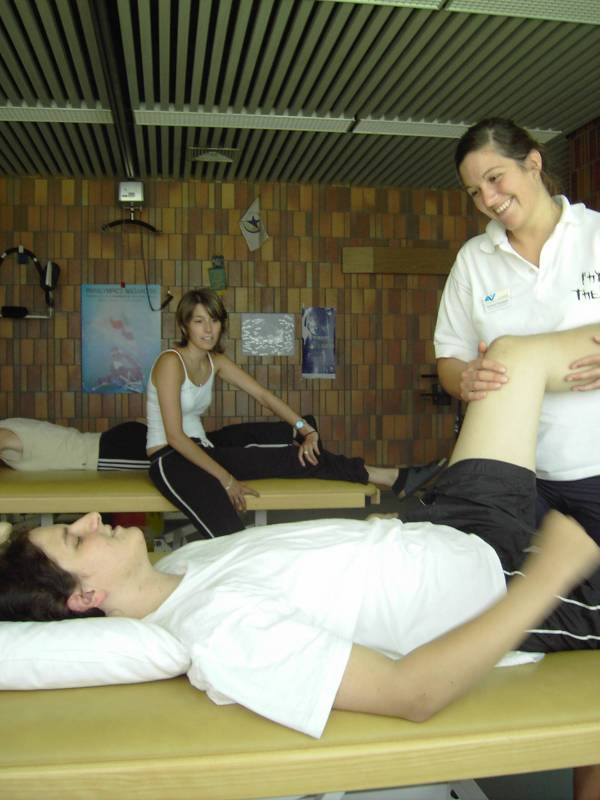

A gyógypedagógiai nevelésben-oktatásban részt vevő nevelési-oktatási intézményben a sajátos nevelési igényű tanulók részére a tanórai foglalkozásokon túl kötelező egészségügyi és pedagógiai célú habilitációs, rehabilitációs tanórai foglalkozásokat kell szervezni. A tanuló annyi egészségügyi és pedagógiai célú habilitációs, rehabilitációs tanórai foglalkozáson vesz részt, amennyi a sajátos nevelési igényéből eredő hátránya csökkentéséhez szükséges. Heti időkerete a törvényben meghatározott.
Az iskola a kötelező tanórai foglalkozások keretében köteles gondoskodni a könnyített testnevelés szervezéséről. Az iskola köteles megteremteni a tanulók mindennapi testedzéséhez szükséges feltételeket, valamint köteles biztosítani - ha az iskolában legalább négy évfolyam és annak keretén belül évfolyamonként legalább egy-egy osztály működik - az iskolai sportkör működését. A mindennapi testedzéshez szükséges időkeretet a kötelező és nem kötelező tanórai foglalkozások megtartásához rendelkezésre álló időkeret terhére kell megteremteni.

### Nem kötelező tanórai foglalkozások
Az iskola a tanulók érdeklődése, igénye szerint nem kötelező (választható) tanórai foglalkozásokat szervez, felzárkóztatás, fejlesztés, tehetséggondozás, konzultáció, speciális, illetve kiegészítő ismeretek átadása céljából. Ha az igazgató a fenntartó egyetértésével nagyobb időkeretet nem állapít meg, a nem kötelező tanórai foglalkozások heti időkerete - osztályonként - az évfolyamra meghatározott heti kötelező tanórai foglalkozások:

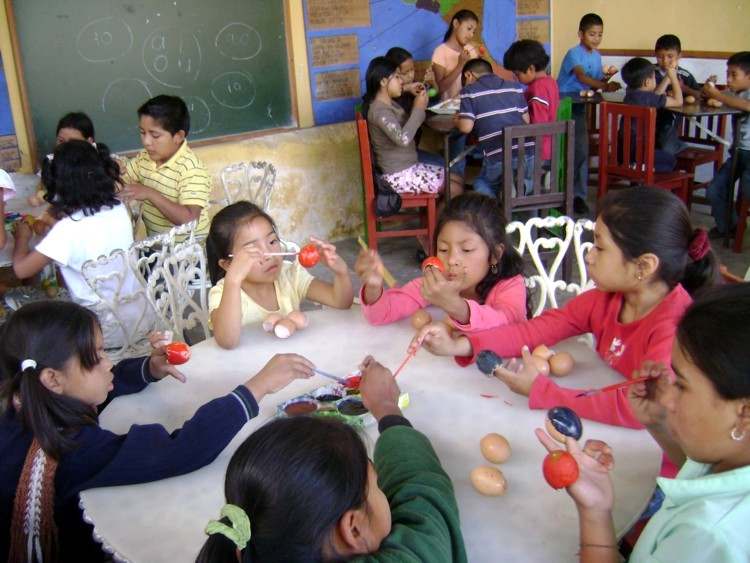
Tojásfestés

-az első-negyedik évfolyamon tíz,
-az ötödik-hatodik évfolyamon huszonöt,
-a hetedik-nyolcadik évfolyamon harminc,
-a kilencedik-tizedik évfolyamon negyvenöt,
-a tizenegyedik-tizenharmadik évfolyamon hatvan,
-a szakképzési évfolyamon öt

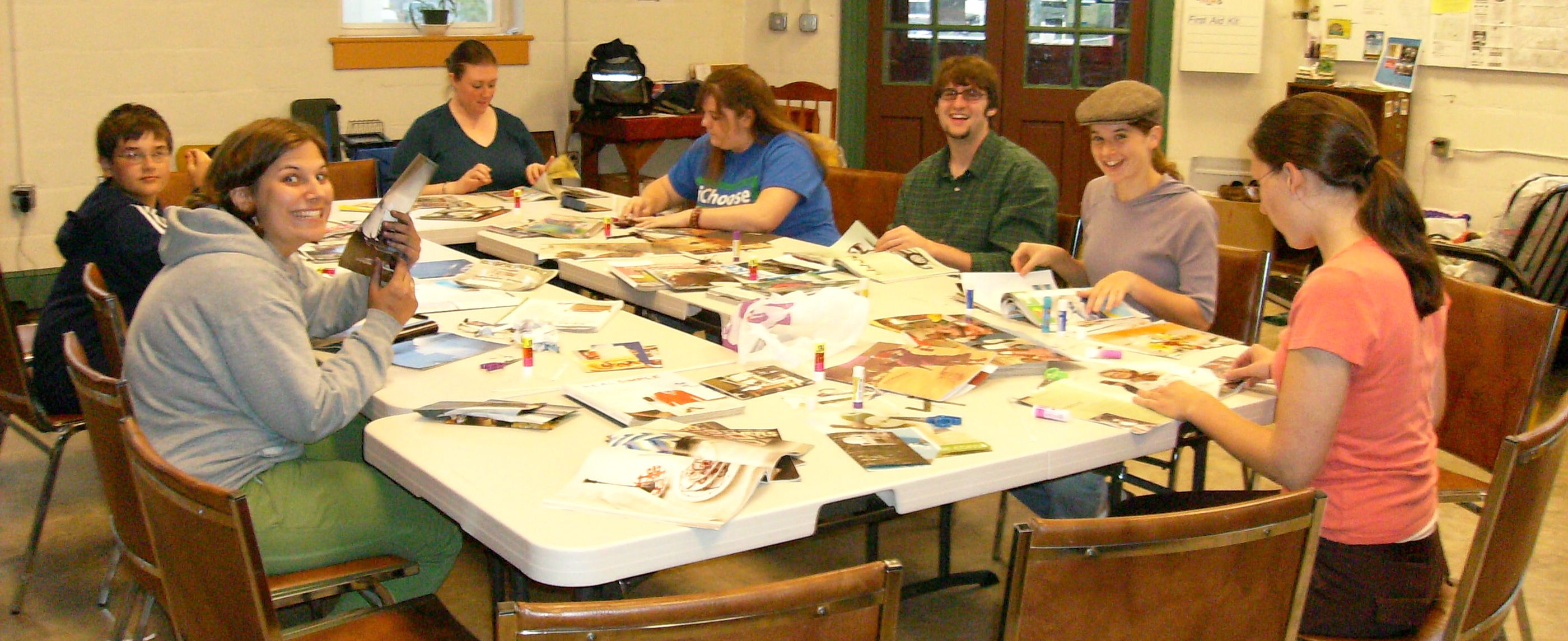

százaléka. Ha az összevont osztályban az egyes évfolyamokra a hatályos törvény eltérő mértékű heti kötelező tanórai foglalkozást állapít meg, a nem kötelező tanórai foglalkozás heti időkeretét a magasabb évfolyamra megállapított heti kötelező tanórai foglalkozás mértéke alapján kell meghatározni. A heti időkeret az egyes évfolyamok, osztályok, tanítási év közben a tanítási hetek között átcsoportosítható. Az iskola a nem kötelező tanórai foglalkozások megtartásához rendelkezésre álló időkeretet a tanórán kívüli foglalkozások megtartásához és - beleértve a szakmai előkészítő és szakmai alapozó oktatást is - osztálybontáshoz is igénybe veheti. Az e bekezdésben meghatározott időkeretből az iskolában igénybe vehető osztályonként heti egy óra az osztály közösségi programjának és a tanulókkal való egyéni törődés feladatainak megoldásához.
Az iskola a nem kötelező tanórai foglalkozások megszervezéséhez rendelkezésre álló időkeret terhére szervezi meg az iskolai sportkör foglalkozásait. Az iskolai sportköri foglalkozások megszervezéséhez - sportágak és tevékenységi formák szerint létrehozott iskolai csoportonként - (a továbbiakban: sportcsoport) hetente legalább kétszer negyvenöt percet biztosítani kell, a nem kötelező tanórai foglalkozások megszervezésére rendelkezésre álló időkeretből. Az egész iskolára számított nem kötelező tanórai foglalkozásokra rendelkezésre álló időkeret legalább húsz százalékát (a továbbiakban: minimális időkeret) az iskolai sportkör foglalkozásainak a megszervezéséhez kell biztosítani, ha az iskolában a sportcsoportok száma eléri az egész iskolára számított nem kötelező tanórai foglalkozások számának a tíz százalékát. A minimális időkeret arányosan csökkenthető, ha a sportcsoportok száma kevesebb a nem kötelező tanórai foglalkozásokra rendelkezésre álló időkeret tíz százalékánál. A sportköri foglalkozásokat testnevelő végzettséggel és szakképzettséggel rendelkező tanár vezeti.

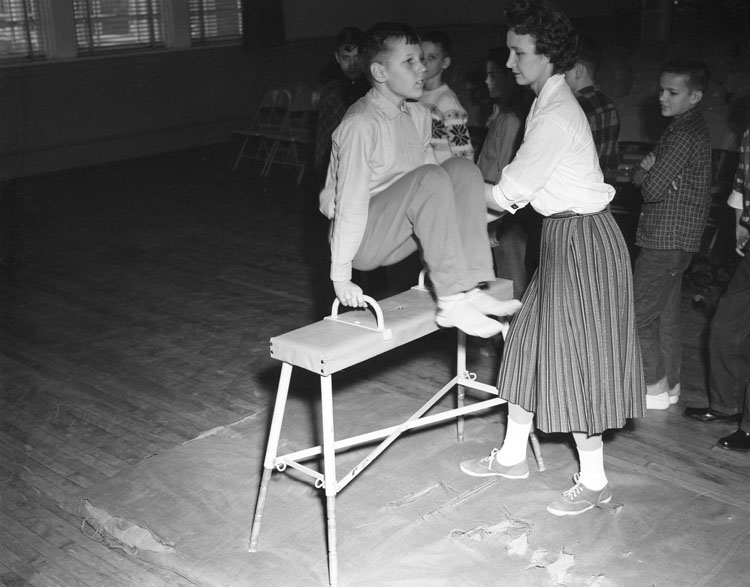

Az általános iskola első-negyedik évfolyamán biztosítani kell a mindennapos testmozgást. A mindennapos testmozgás a helyi tantervben meghatározott legalább heti három testnevelési óra és a játékos testmozgás keretében valósul meg. Az általános iskola első-negyedik évfolyamain minden olyan tanítási napon, az iskolaotthonos nevelés és oktatás esetén minden olyan délelőtti tanítási időszakban, amelyben nincs testnevelési óra, meg kell szervezni a - tanuló életkorához és fejlettségéhez igazodó - játékos, egészségfejlesztő testmozgást. A játékos, egészségfejlesztő testmozgás ideje naponként legalább harminc perc, amelyet több, legalább tizenöt perces foglalkozás keretében is meg lehet tartani. A játékos, egészségfejlesztő testmozgást a tanítási órák részeként és szükség szerint legfeljebb egy óraközi szünet ideje legfeljebb ötven százalékának felhasználásával lehet megszervezni.
A gyógytestnevelés megszervezéséhez tizenhat fős csoportonként - az iskola órakeretén felül - heti három óra áll rendelkezésre.

#### A tanórán kívüli foglalkozások felsorolása

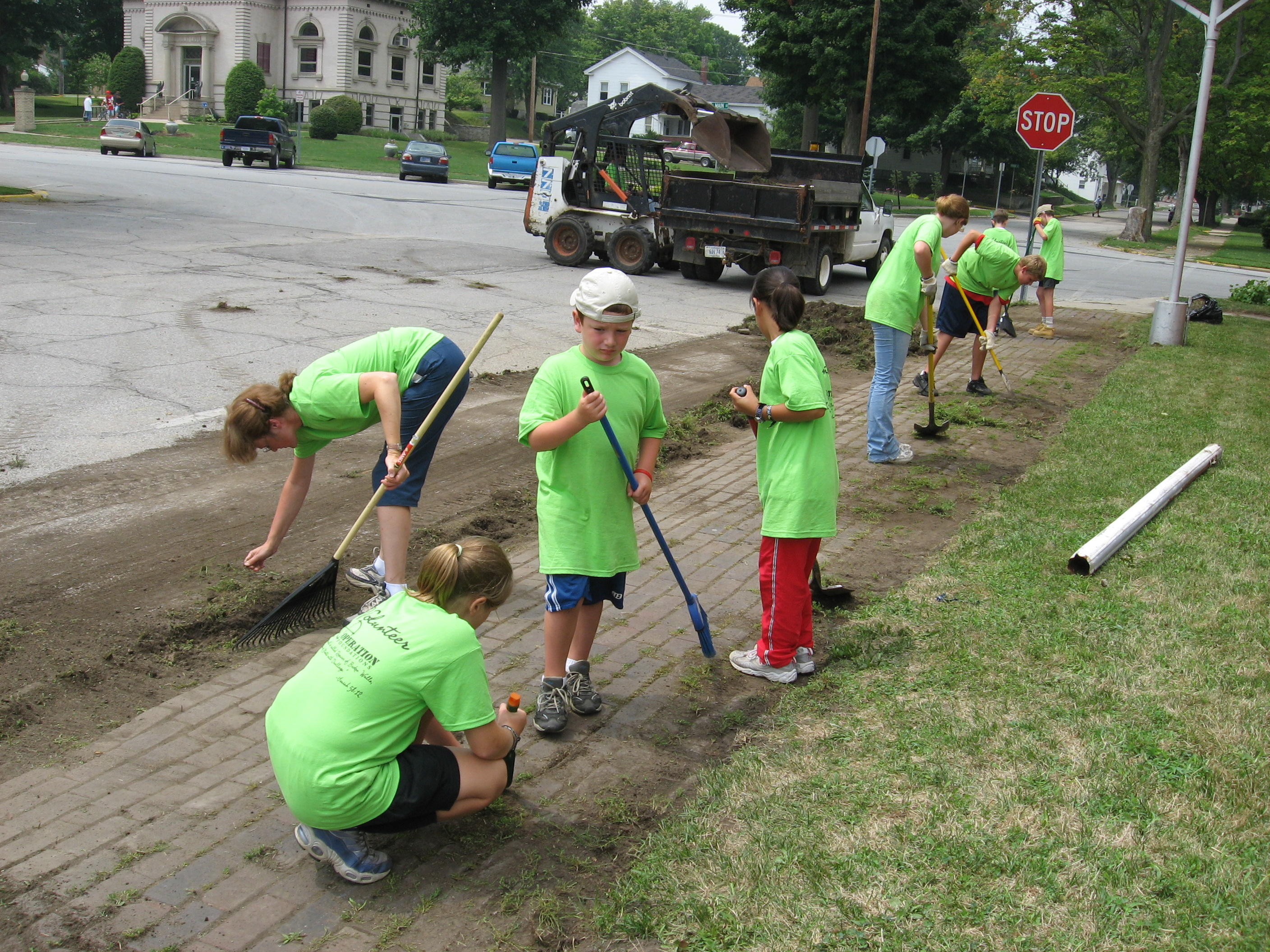
Terepi foglalkozás önkéntes gyerekekkel

-a napközis és tanulószobai foglalkozás;
-a szakkör, érdeklődési kör, önképzőkör, énekkar, művészeti csoport (együtt: diákkör);
-az iskolai sportkör;
-a tanulmányi, szakmai, kulturális verseny, házi bajnokságok, iskolák közötti versenyek, bajnokságok, diáknap;
-az iskola pedagógiai programjában rögzített, a tanítási órák keretében meg nem valósítható osztály- vagy csoportfoglalkozás, így különösen a tanulmányi kirándulás, környezeti nevelés, a kulturális, illetőleg sportrendezvény.
-Az iskola köteles - a szülő igénye alapján - a felügyeletre szoruló tanuló részére a tizedik évfolyam befejezéséig, gyógypedagógiai nevelésben, oktatásban részt vevő iskolában valamennyi évfolyamon napközis, illetve tanulószobai foglalkozást szervezni.
A napközis, illetve a tanulószobai foglalkozásokat olyan módon kell megszervezni, hogy a szülők igényei szerint eleget tudjon tenni az iskolai felkészítéssel és a gyermek napközbeni ellátásával összefüggő feladatoknak. A napközis, illetve a tanulószobai foglalkozások megszervezéséhez az első négy évfolyamon napi négy és fél óra, az ötödik-nyolcadik évfolyamon és a gyógypedagógiai nevelésben, oktatásban részt vevő iskola valamennyi többi évfolyamán napi három óra, a kilencedik-tizedik évfolyamon napi két óra áll rendelkezésre, mely időkeretet indokolt esetben meg kell növelni a gyermek napközbeni ellátásával összefüggő feladatokhoz szükséges idővel. A heti időkeretet a kialakított napközis, illetve tanulószobai csoportokra kell meghatározni. A heti időkeret az egyes évfolyamok, csoportok, tanítási év közben a tanítási hetek között átcsoportosítható. A napközis, illetve a tanulószobai foglalkozás - egy iskolában - több iskola tanulói részére is megszervezhető. A napközis, illetve a tanulószobai foglalkozás feladatait a kollégiumi foglalkozás keretei között is meg lehet oldani.
Az alapfokú művészetoktatási intézményekben a felsorolásban foglaltak nem alkalmazhatók. Az alapfokú művészetoktatási intézményben az adott művészeti ág céljának megfelelő művészeti csoport, énekkar működhet, illetve tanulmányi, szakmai, kulturális verseny, rendezvény, művészeti tanulmányi kirándulás szervezhető.
A kollégium a kollégiumba felvett és az externátusi elhelyezésben részesülő tanulók részére felzárkóztató, tehetségkibontakoztató, speciális ismereteket adó felkészítő, továbbá a szabadidő eltöltését szolgáló és a tanulóval való egyéni törődést biztosító foglalkozásokat szervez. A kollégiumi felkészítő foglalkozások szervezéséhez rendelkezésre álló időkeret nem lehet kevesebb - kollégiumi csoportonként - heti tizennégy óránál, a többi kollégiumi foglalkozásra rendelkezésre álló időkeret pedig - kollégiumi csoportonként - heti tíz óránál. A heti időkeret a kollégiumi feladatok, az egyes tanulócsoportok, tanítási év közben a tanítási hetek között átcsoportosítható. A kollégiumi foglalkozásokat csoportos és egyéni foglalkozás keretében lehet megszervezni. 

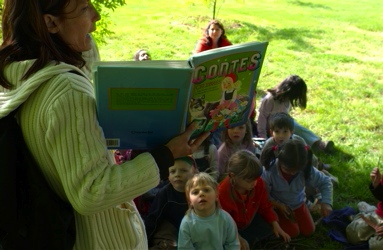
Felolvasás

Az összefüggő, a napi három órát meghaladó napközis, tanulószobai és a kollégiumi foglalkozások között, iskolaotthonos nevelés és oktatás esetén minden olyan délutáni tanítási időszakban, amelyben nincs testnevelési óra biztosítani kell a tanuló életkorához és fejlettségéhez igazodó játékos, egészségfejlesztő testmozgást. A játékos testmozgást, ha az időjárási viszonyok megengedik, szabadban kell megszervezni. A játékos testmozgás ideje legalább napi negyvenöt perc.
A szülő és a pedagógus nevelő munkáját és a nevelési-oktatási intézmény feladatainak ellátását pedagógiai szakszolgálat segíti. Ez magába foglalja a következőket:
- gyógypedagógiai tanácsadás, korai fejlesztés és gondozás;
- fejlesztő felkészítés;
- tanulási képességet vizsgáló szakértői és rehabilitációs tevékenység, továbbá az országos szakértői és rehabilitációs tevékenység;
- a nevelési tanácsadás;
- logopédiai ellátás;
- továbbtanulási, pályaválasztási tanácsadás;
- konduktív pedagógiai ellátás;
- a gyógytestnevelés.

### Egyéni - egy-három tanuló részére szervezett - foglalkozások

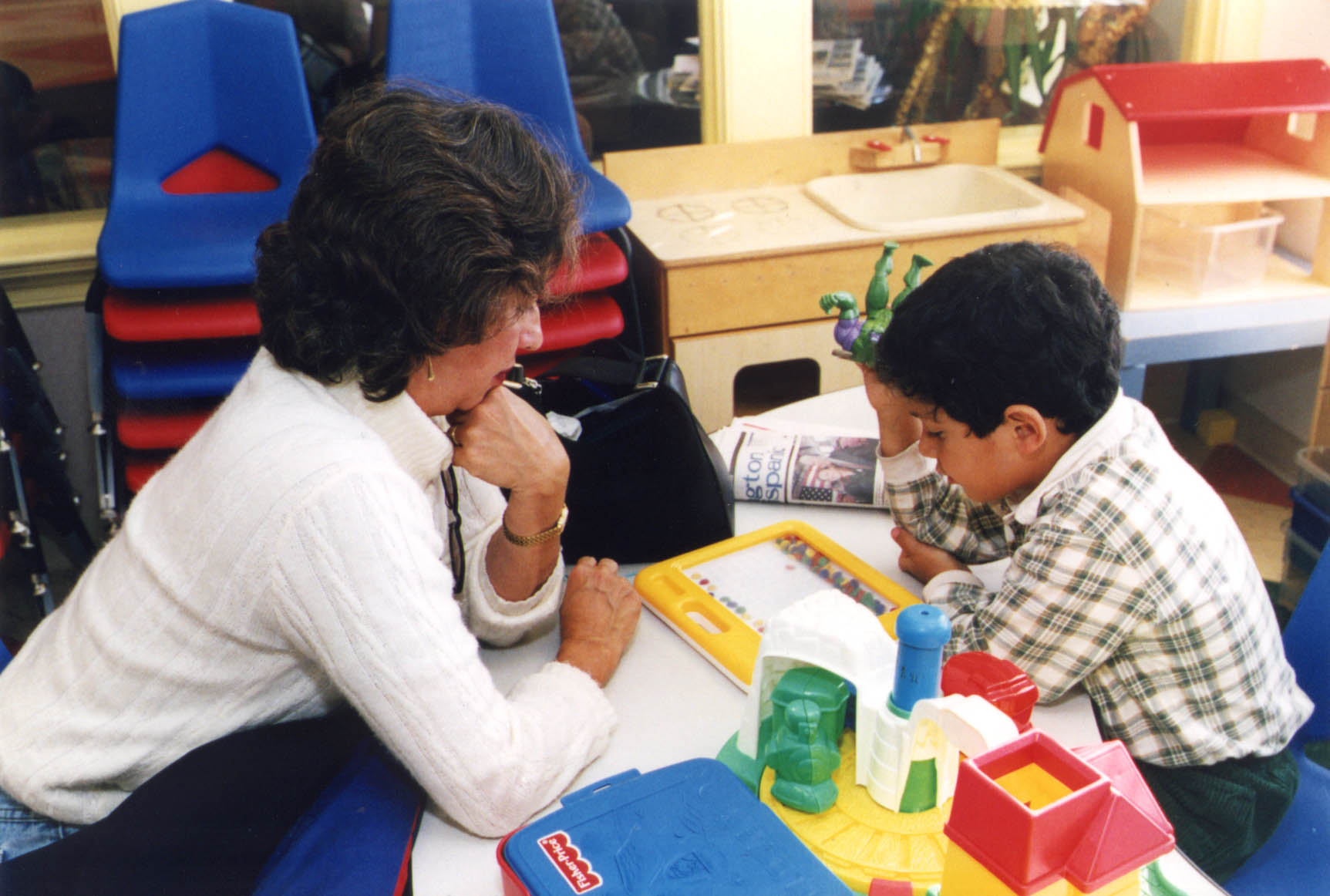

Tartható:
-az alapfokú művészetoktatás zeneművészeti ágában - az előképző kivételével - a tanórai foglalkozások megszervezésére rendelkezésre álló órakeret terhére heti három órában, ha a tanuló részére a tanítási év átlagában - jogszabályban meghatározott időtartamban - legalább heti négy foglalkozás biztosított, heti másfél órában, ha ennél kevesebb foglalkozás biztosított; az egyéni foglalkozást az alapfokú művészetoktatás zeneművészeti ágában a hangszeres és énekes főtárgyi óra esetén egy-egy tanuló részére kell biztosítani, 
-a szakközépiskolában és szakiskolában a kötelező és a nem kötelező tanítási óra megszervezésére rendelkezésre álló órakeret terhére tanulónként heti öt órában, ha az iskola zeneművészeti vagy artista szakmai vizsgára készít fel,
-az általános iskolában, a középiskolában és szakiskola kilencedik-tizedik évfolyamán - ha az igazgató a fenntartó egyetértésével az egyéni foglalkozások megtartásához nagyobb időkeretet nem állapít meg osztályonként és hetente - a kötelező és a nem kötelező tanórai foglalkozás megszervezésére rendelkezésre álló órakereten felül, a (3) bekezdésben meghatározott heti kötelező tanórai foglalkozások tizenkettő százalékában a tehetség kibontakoztatása, a hátrányos helyzetű tanulók felzárkóztatása, illetőleg az első-negyedik évfolyamra járó tanulók eredményes felkészítése céljából,
-ezeken túl az iskola határozza meg, hogy a kötelező és a nem kötelező tanórai foglalkozások megszervezésére rendelkezésre álló időkeret hány százalékát használja fel egyéni foglalkozás megszervezésére.

### Átcsoportosítható foglalkozások

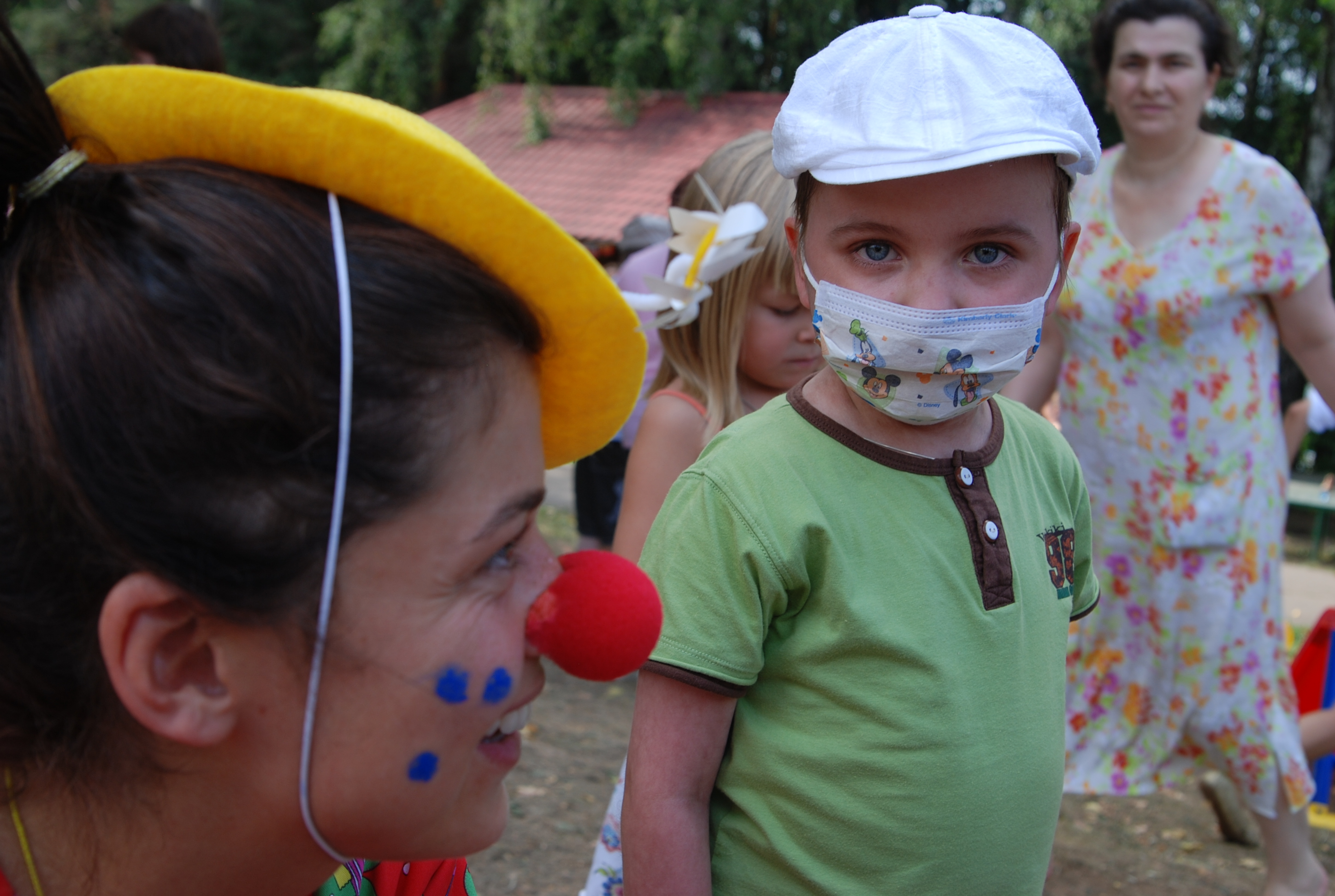

Az egyéni foglalkozásra rendelkezésre álló órakeretet annyi órával kell csökkenteni, ahány egyéni foglalkozást szerveztek. Az időkeret az iskolán belül az egyes évfolyamok és tanítási hetek, a kötelező és nem kötelező, valamint a tanórán kívüli foglalkozások között szabadon átcsoportosítható.
Súlyos betegség miatti magántanulóként tanulmányokat folytatók egyéni foglalkozás keretében történő felkészítésére az iskolának tanulónként a kötelező és a nem kötelező tanórai foglalkozás megszervezésére rendelkezésre álló órakereten felül - átlag - heti tíz óra áll a rendelkezésre. Az időkeret az egyes hetek és tanulók között átcsoportosítható. 